# Qa'en
Qā'en o Qayen (farsi, قائن) è il capoluogo dello shahrestān di Qa'enat, circoscrizione Centrale, nella provincia del Khorasan meridionale. Aveva, nel 2006, una popolazione di 32.474 abitanti. 
Importante per l'economia locale la produzione e l'esportazione dello zafferano.